# Teologisk Julerevy
Teologisk Juelerevy er en studenterrevy på Institut for Kultur og Samfund på Aarhus Universitet, som opføres hvert år i begyndelsen af december måned i forbindelse med det nu nedlagte Teologiske Fakultets julefest. Revyen opføres kun ved denne ene lejlighed, og den blev opført første gang i 1939 (dengang dog kun med deltagelse af teologistuderende). Teologisk Julerevys medvirkende står også bag en særlig rusrevy, som opføres specielt for nye studerende.
Teologisk julerevy opføres af studerende fra teologi, religionsvidenskab og arabisk- & islamstudier. Alle tekster og sange, al musik og alle rekvisitter henholdsvis skrives, arrangeres og tilvirkes af revyens medvirkende. Der er tradition for, at manuskriptet udgives i et hæfte, som sælges efter revyens opførelse.

## Historie
Teologisk julerevy blev opført første gang i 1939 og har kun været aflyst to gange, nemlig i 1944, fordi man var nervøs for, at Gestapo ville benytte lejligheden, hvor mange var samlet, til at pågribe teologistuderende, som var engageret i modstandsbevægelsen, og i 2020 som resultat af COVID-19 pandemien. 
Oprindelig havde revyen ikke form som en sceneopsætning, men havde snarere karakter af en tale eller et causeri (se nedenfor), som kastede et humoristisk og satirisk tilbageblik på det forgangne år. Denne oprindelige form varierede flere gange i revyens første år, og det er først i nyere tid, det vil sige fra begyndelsen af 1990'erne, at revyen er blevet en sceneopsætning med flere medvirkende og orkestreret musik.

Teologisk Julerevy 2018: kun med samtykke
Teologisk Julerevy 2019: Det er for børn
Teologisk Julerevy 2020 - Aflyst
Teologisk Julerevy 2021 - 
Teologisk julerevy 2022 - Vikingerne kommer og de har Jesus med
Teologisk Julerevy 2023 - Et familiedrama
Teologisk julerevy 2024: Børnebibelen - Nu for voksne!

## Tradition
Revyen er først og fremmest en satirisk fremstilling af året, der gik, og består af sketches og sange baseret på bemærkelsesværdige begivenheder eller temaer, hvor der lægges stor vægt på parodier af underviserne. Desuden beskæftiger revyen sig med aktuelle emner, traditionelt emner af teologisk relevans som for eksempel kirkepolitik, men siden Det Teologiske Fakultet blev udvidet med uddannelserne i religionsvidenskab og arabisk- & islamstudier, har emnerne også haft relevans for disse fag.
Det nu nedlagte Teologiske Fakultets julefest, som arrangeres af Teologisk Forening, og julerevyen afvikles og opføres i kantinen "Stakladen" i Studenternes Hus på Aarhus Universitet. Festen forløber med julemiddag og causeri, og efter middagen ryddes bordene, og stolene arrangeres foran scenen, hvorefter revyen begynder.
Revyen finansieres med støtte fra Teologisk Forening samt med indtægter fra en tombola, som etableres i Theos Bar (Det Teologiske Fakultets festforening for studerende) en enkelt fredag i december. Blandt tombolaens gevinster er blandt andet sponsorgaver. I forbindelse med tombolaen opfører revyen et Luciaoptog, også selv om det ikke falder den 13. december, hvorunder de medvirkende synger en sang med referencer til den kommende revys indhold.

### Julerevy
Skønt den afvikles i december og i forbindelse med en julefest, er det ikke et krav, at revyen skal være julerelateret som sådan. Således har den været sat op som så forskellige ting som musical, velgørenhedsshow, talentshow og en tv-serie (24 Timer; 2006), men også som julekalender (2008). 
Hvad revyen sættes op som, "rammen", bestemmes af de medvirkende og er som regel inspireret af noget aktuelt, for eksempel talentshows på tv – American Idol, Scenen er din, X-Factor m.fl. (således hed revyen 2008 "X-Talent 2008"). Når rammen er bestemt, bringes de aktuelle emner, der måtte være, og som har relevans for revyen, ind i rammen.

### Rusrevy
Foruden selve julerevyen, står revyholdet også bag en mindre "rusrevy", som opføres under "rusfesten", en fest for nye studerende i teologi, religionsvidenskab og arabisk- & islamstudier, som afholdes hvert år i september. Rusrevyen består af udvalgte numre, der egner sig for studerende uden indgående forhåndskendskab til deres nye studiested og dets ansatte. Numrene, der i vid udstrækning handler om at være rus, går ofte igen fra år til år.

## Medvirkende
Traditionelt bemandes revyen af teologistuderende, men siden det nu nedlagte Teologiske Fakultets udvidelse med uddannelserne i religionsvidenskab og arabisk- & islamstudier, deltager også studerende herfra. De medvirkende er alle amatører og deltager frivilligt. Kravet for at medvirke er, at man er indskrevet som studerende i teologi, religionsvidenskab eller arabisk- & islamstudier. Mange af de medvirkende er med i revyen i alle de år, de studerer, og rekorden er 14 deltagelser.
Gennem årene har revyen været organiseret forskelligt, og der er ikke tradition for, at for eksempel en post som instruktør går i arv. Der har ofte været fordelt ansvarsområder, så der for eksempel har været en skuespilansvarlig, men i reglen planlægges udførelsen af sketches og sange ad hoc af de medvirkende i fællesskab. Kapelmesterposten går dog fast i arv, fordi den kun kan varetages af én person. I det hele taget har orkesteret en række begrænsninger som gør, at mange af musikerne er gengangere fra år til år.
Gennem årene har det været forskelligt, hvordan nye medvirkende er kommet med i revyarbejdet, og det har i en vis udstrækning været bestemt af dem, der i forvejen var med. Men i 2006 indførtes en egentlig audition, som afholdes i begyndelsen af efterårssemestret. Revyen agiterer via plakater for, hvad der mangles (f.eks. bassist, dansere el.lign.), og herefter kan interesserede møde op til audition. Auditionen afvikles af et hold på 3-4 personer, udvalgt af det bestående revyhold, som udvælger nye medvirkende.

### Skuespillere
Revyen opererer som regel med en skuespillertrup på otte personer omtrent ligeligt fordelt mellem kønnene. I situationer, hvor det er nødvendigt med flere på scenen, for eksempel i et enkelt nummer, træder et eller flere orkestermedlemmer til. Der er ikke egentlige krav om kvalifikationer, men ud over at kunne begå sig på en scene, skal skuespillerne kunne synge på et fornuftigt niveau.

### Dansere
Dansen på scenen udføres fortrinsvis af skuespillerne, men i flere tilfælde under medvirken af én eller flere dansere. Dansen planlægges af en danser, der således også udfylder rollen som koreograf.

### Orkester
Orkestrets størrelse varierer fra år til år. I udgangspunktet består det af en kapelmester (klaver), en trommeslager, en bassist, en guitarist og en eller flere korsangere, men gennem årerne har det også indeholdt for eksempel saxofon, trompet og barytonhorn, Banjo etc.
Kapelmesteren er øverste ansvarlige, og det er dennes ansvar at arrangere musikken i overensstemmelse med de sange, der er skrevet, samt at arrangere jingles o.l.

### Tekstforfattere
Tekstarbejdet udføres principielt af alle medvirkende, fordi revyen ikke har nogen egentlig forfattergruppe. I begyndelsen af efterårssemestret, forud for revyen, samles de medvirkende og diskuterer tema og "rød tråd" for årets revy. Herefter kan alle – enkeltvis eller flere sammen – bidrage med færdige tekster eller løse idéer, som bliver fremlagt i plenum ved ugentlige "brainstorm"-møder. Teksterne skrives således ofte færdige ved fælles indsats.

### Øvrige
Revyen har som regel et antal hjælpere, som deltager i tekstarbejdet, sørger for PR, søger sponsorater m.m. og fremstiller kostumer og rekvisitter. Under opførelsen af revyen går flere hjælpere til hånde, optager revyen på video eller lignende, alt efter, hvad det stående revyhold har fundet på. I 2007 havde revyen således oprettet en PR- og HR-afdeling bestående af én person, som blandt andet havde til opgave at hygge om alle de medvirkende og for eksempel bestille pizza til øvedagene.
Under opførelsen af revyen deltager der desuden en professionel lyd- og lysmand, som engageres til forestillingen, og netop professionel lyd- og lys udgør en af de største økonomiske poster i revyen.

## Indhold
Revyens tekster fordeler sig mellem sketches (med flere medvirkende) og monologer, der alle er parodier på enten virkelige personer eller typer (fiktive personer). Sketchene og monologerne har enten direkte forbindelse til revyens ramme eller fungerer som selvstændige historier, og de opføres enten som tale, sang eller både og.

### Sketches og monologer
Eftersom revyen beskæftiger sig med emner af teologisk relevans, er det næsten selvfølgeligt, at revyen i høj grad er båret af parodier på personer af teologisk relevans, det vil sige, teologiske personligheder. Således har mange af Det Teologiske Fakultets fremtrædende personer gennem årene stået for skud, blandt andre Johannes Sløk (1916-2001; professor 1977-1986), K. E. Løgstrup (1905-1981; professor 1943), professor, dr.theol. Svend Andersen, professor, dr.theol. Peter Widmann og dr.theol.Troels Nørager, men også personligheder "uden for murene", for eksempel politikerne Jesper Langballe (Dansk Folkeparti (DF)), Søren Krarup (DF) og Birthe Rønn Hornbech (Venstre; kirkeminister 2007-2011), samt historiske personer, for eksempel Jesus fra Nazaret, Martin Luther (1483-1546) og den til enhver tid siddende Pave. Hertil kommer en række bibelfigurer og andre mytologiske og religiøse figurer, blandt andre Abraham, Moses, Odin, Thor, Loke og Buddha.
Ligesom bestemte mennesker står for skud, parodierer revyen også hverdagens forskellige steder, om end navnlig på Aarhus Universitet og Menighedsfakultetet i Aarhus, der udbyder en konfessionel teologisk bacheloruddannelse. Således var det nu nedlagte Teologiske Fakultets dekanat og studieledelse tillige med Menighedsfakultetet faste elementer, men efter Det Teologiske Fakultets nedlæggelse er perspektivet bredt ud, og siden 2011 er dekanatet på Faculty og Arts og universitetets ledelse blevet inddraget.

### Musik og sange
Sangene skrives med den traditionelle revygenre som forbillede. Hvor revysange traditionelt er originale, skrives julerevyens sange fortrinsvis til populærmusik, om end der er enkelte eksempler på, at musik er skrevet specielt til julerevyen.